# Andraca stueningi
Andraca stueningi is een vlinder uit de familie van de gevlamde vlinders (Endromidae). De wetenschappelijke naam van de soort werd voor het eerst geldig gepubliceerd in 2009 door Zolotuhin en Witt.